# Стеван Тодоровић (сликар)
Стеван Тодоровић (Нови Сад, 13. април 1832 — Београд, 22. мај 1925) био је српски сликар. Уз Новака Радонића и Ђуру Јакшића припада водећим сликарима српске епохе романтизма. Током каснијег дела каријере сликао је у духу академизма.

## Биографија
Родитељи су му били Јован Тодоровић - Херцеговац, и Јелена, - Србијанка, рођена у Белом Потоку а одрасла у Земуну. Његов деда (по оцу) је са два сина Јованом и Стеваном прешао 1806. године из Херцеговине, у Београд. Син Јован се одмах укључио у борбу, ратујући у Карађорђевој војсци све до 1813. године. Тада је у Делиградском шанцу био тешко рањен, и дојахавши на коњу до Саве "једва извукао живу главу". Родитељи су му спасли живот, када је пред препуном дереглијом онако изнурен, заједно са коњем пао у воду. Пренет је лађом својих родитеља који су спасавали српске избеглице, преко Саве, који су бежали пред Турцима након пропасти Првог српског устанка. После опоравка у Бежанији, стигао је у Нови Сад где се настанио и оженио.
Од 1839. до 1846. године живео је у Сегедину, где је завршио основну школу (учитељ му је био ђакон Димитрије Поповић, брат од стрица Ђуре Даничића) и пет разреда гимназије. Године проведене у сегединској гимназији веома су значајне за формирање његове личности. Отац га је 1846. године одвео у Беч, где је уписао Лицеј, намеравајући да заврши филозофију. У Бечу га је затекла "Револуција", а он да би опстао раздвојен од родитеља и оставши без издржавања, ушао је у „ђачку легију”. Та омладинска војна формација у Бечу, бројала је 36.000 младића, активно је вежбала. По окончању "Мађарске буне" умро му је отац Јован 1849. године, бригу о њему је преузео стриц Јован који се бавио пиварством.
Посета стрицу, код кога се Тодоровић са породицом обрео по слому револуције августа 1849. године, одредиће његово опредељење за сликарство. Наиме, да голобради синовац више времена поклања цртању и акварелисању него пословима у стричевој пивари, били су пресудни да настави сликарско школовање у Бечу (поред Беча, сликарство је студирао и у Минхену). У Минхену је боравио само девет месеци 1853. године. Стеван је похађао Бечку сликарску академију и приватно учио код проф. Валдмилера. Касније он прелази да учи код познатијег проф. Рала, где ће се задржати до 1855. године. Радио је и поруџбине уместо професора, као на пример зидне слике на згради "Хејнрихоф", која се налазила преко пута бечке опере. Био је тамо познаник и пријатељ Вука Караџића, Бранка Радичевића и Корнелија Станковића. Стева је редовно певао док је сликао у атељеу, и то као школовани певач, што је привукло пажњу Станковића. Разговори о вештинама, музици, сликарству и поезији, о националним задацима и циљевима, о свему што се за „хватање корака са напредним народима Европе“ мора урадити, који су тада вођени у колу напредне младежи у Бечу, битније су утицали на уметничко и људско формирање младог Тодоровића него целокупно његово сликарско образовање. О правој природи тих утицаја речитије од свега сведочиће његово касније деловање као друштвеног и националног радника, коме по активности нема премца у српској култури друге половине XIX века.
Млади Тодоровић био је непосредни сведок настојања у бујању оних енергија које су биле покретач брзих и темељних промена у Београду око средине XIX века. Оријентални изглед, начин живота, понашања и мишљења, нагло се повлачио и губио пред све снажнијим утицајем Европе. Носиоци промена били су у првом реду млади српски интелектуалци и пословни људи, махом трговци и привредници, не само из Кнежевине Србије, већ и из свих српских крајева под Аустријом.
Као свршени академац - уметник Тодоровић се вратио у Нови Сад 1855. године. Ту се упознаје са гимназијским професорима Ђорђем Натошевићем, Јованом Ђорђевићем и Гавриловићем. Са њима је као истомишљеницима почео да "гаји" гимнастичко вежбање у Великој новосадској српској гимназији. Прелази 1856. године у Београд пратећи као певач, Корнелија Станковића на његовој музичкој турнеји по српству. Одушевљен оним што је видео и доживео у средишту српства, решио је да ту остане. Дефинитивно се преселио 1857. године, живећи по хотелима. Прво се сместио код пријатеља из бечких дана, књижевника Љубомира Ненадовића у хотелу "Гранд", а убрзо прешао као самац у хотел "Српски краљ". Када су прошла три месеца проведених у том хотелу, настао је позамашан дуг власнику Стевану Мирковићу. Да би извукао новац од дужника сликара, гостионичар је изнео његове слике на Велики трг да их прода. И успео је на тој уличној изложби, коју је најављивао општински добошар, све да распрода за "тили час". Осам слика отишло је у Панчево, код истог купца штампара Швабе, Витишлагера. Стева се скрасио 1857. године у кући свештеника-сликара Милије Марковића, којег су прозвали "Распоп", јер се распопио и сав посветио црквеном иконопису. Те 1857. године основао је Тодоровић у Београду, код Марковића, прву београдску Сликарску школу, која је радила до 1865. године. Због великог броја полазника - ученика (преко 80), њено седиште је пресељено из Распопове куће на Шанцу, у "Турски хан", већу зграду на Краљевском тргу. Међу најпознатије а и прве ученике спадају Милан Кујунџић "Абердар" и Љуба Кајевић. Прву изложбу тзв. "јавни час" за полазнике те приватне уметничке школе ту је организовао трећег дана Ускрса 1859. године.
Своја дела је излагао у оквиру павиљона Краљевине Србије на међународној изложби у Риму 1911. године.
У Београду где убрзо покреће „Прво српско друштво за гимнастику и борење” (београдско). Друштво је било активно док он није отишао у Италију. Стева је био претеча Соколског покрета код Срба.
Улепшана представа коју о Тодоровићу и његовим настојањима у Београду, да поред сликарства српској младежи понуди и остале преке културне потребе, пружају у својим забелешкама и дневницима управо они које је тада окупљао. Када се има на уму колико је времена посвећивао раду са младима, подучавајући их у певању, глуми, гимнастици, онда постаје јасно због чега је његова сликарска оставштина релативно скромна.
Живео је и радио у Београду. Спада међу најплодније сликаре романтичаре у нас; насликао је 30 историјских композиција, преко 300 портрета и око 700 икона. Остао је "незаменљив хроничар београдског друштва" свог времена. Оставио је своју аутобиографију у рукопису. Дао је енормни допринос у развоју српске културе. Умро је 22. маја 1925. године.

## Дела
Почетак његовог уметничког стварања везан је за романтичарски понесену националну идеју, да би се касније потпуно окренуо академском сликарском стилу.
Након венчања 1864. године са ћерком Матије Бана, Полексијом, свадбено путовање у Фиренцу убрзо је попримило карактер студијског усавршавања. Полексија је у ствари била млада сликарка - једна од његових најбољих ученица, која се затим усавршавала на Фирентинској академији. Од директора галерија Уфици и Пити добили су дозволу да могу копирати дела старих класичних уметника (Рафаела, Тицијана, Рубенса). Ваља истаћи да ће, тада урађени предлошци појединих икона, њихова иконографска, композициона и друга решења, представљати формалну окосницу целокупног Тодоровићевог каснијег иконописа. Пошто је Тодоровић просто био затрпан пословима и поруџбинама за потребе цркве, стиче се утисак да није имао ни времена ни воље да трага за новим ликовним решењима. Уосталом, добро је познато да су наручиоци често обавезивали уметнике да посао обаве на „подобије“, односно, по узору на неки свој већ успешно обављен рад. Оно што је Тодоровић радио као иконописац и живописац за потребе Српске православне цркве, једнако као што је радила велика већина њему савремених српских сликара, представљало је само професионално обављање посла који се није противио захтевима богослужења и који, очито, није вређао општи укус. 

## Одабрана дела
Портрети значајних личности требало је да буду добра препорука људима из дворског окружења, челницима високих државних надлештава где би такав рад добро дошао. Зато је сликао само репрезентативне портрете, превасходно за канцеларије двора, министарстава, за висока цивилна и војна надлештва, али и за просторије попут оних у Капетан Мишином здању. У овим портретима вештина и рутина сасвим убедљиво надокнађују искреност и младалачко стваралачко узбуђење. Рађени на уобичајени начин, као већина бидермајерских портрета у овалном попрсју, само су потврда да се у његовом сликарском поступку није ништа битно догодило. Уосталом, судећи према свему што се зна, њему никада питање уметничке актуелности нису била важнија од прагматичне потребе подизања нивоа опште културе у Србији.
Тодоровић је као сликар постепено, али све очитије плаћао данак својој претераној друштвеној ангажованости, западао је у манир, варирао слична решења и користио минулим радом, добро провереним ефектима и потврђеним вредностима. Чак шта више, Тодоровића је његов бивши ученик и сарадник (академски сликар) Никола Марковић оптужио 1881. године у министарству. Марковић је тврдио да Стева ради шпекулантске послове, које издаје "надримолерима и ученицима". Повод је био факат да је Тодоровић приписао себи оно што је Никола урадио у црквама у Белегишу, Великом Извору и Топчидерској цркви. Марковић је само користио Тодоровићеве предлошке. Њих двојица су се удружили 1874. године, јер је Тодоровић у то време постао један од највећих предузетника за живописање цркава у Војводини и Србији. На измаку пете деценије живота, он је отварао оне странице своје биографије када се све мање води брига о трагању за новим вредностима и све мање држи до упорног уметничког доказивања и потврђивања, односно када се много више рачуна води о заслуженим наградама и признањима за минули рад.
Осведочену виталност и непресушну жељу да буде у центру збивања Тодоровић је током последњих деценија живота задовољавао скупљањем заслужених признања, прихватањем и обављањем почасних дужности више него радних задужења. Тих година Тодоровић је чест и радо виђен члан разних оцењивачких комисија, жирија, одбора, свечаних скупова и многих сличних радних и почасних тела. Његово име и учешће у њима представљали су обично неку врсту јемства квалитета и озбиљности.
Тодоровићева невоља што је у свет уметности ступио у време када се први пут у немачком сликарству, чије је он естетичко чудо, појавио француски утицај, тачније када су вредности цртежа и форме почеле да одступају пред снагом боје. Постулати Стевана Тодоровића убрзо ће се показати застарелим пред налетом нових покрета и тенденција који ће се вртоглаво ширити Европом (пленеризам, импресионизам, сецесија). Без обзира што се уметност у свом историјском развоју циклично ослања на минулом праксом проверене резултате, квалитетан повратак на старо није био више могућ. Отуда ће подстакнут резултатима до којих се у том тренутку дошло у српском пленеристичком сликарству, остарели уметник направити видан напор да докаже своју обавештеност и покаже спремност за прихватање одређених ликовних актуелности. Невоља је што он то решава на начин старих мајстора, атељеском конструкцијом, а не према законима рада у слободном простору, на дневној светлости. Наравно да он није могао да схвати суштину пленеризма, што се види у конструкцији наглашеног цртежа, чврстини форме и начину материјализације којој је недостајала свежина и прозрачност.
Последњих деценија XIX века Тодоровић ће се наћи у центру полемике у којој се расправљало о суштински важним естетичким и етичким стваралачким питањима односа страног и преписаног према сопственом и аутентичном, европског према националном. У полемикама, толико честим у уметничким круговима (између архитеката Андре Стевановића и Константина Јовановића поводом пројекта за зграду Српске Краљевске Академије или Андре Стевановића и Димитрија Т. Лека поводом цркве на Опленцу), осликавала су се различита стилска уверења, идеје и прилике у првим деценијама XX века, када су први одјеци модерности захватили нашу средину.
Тодоровић је припадао генерацији српских уметника која је у другој половини XIX века подизала Београд и на место једне турске вароши стварала европски град. Скоро да нема области друштвеног, културног и уметничког деловања, почев од музике, театра, спорта, затим преко примењеног стваралаштва и педагогије, до сликарства, графике, скулптуре, чак и рестаурације слика, у коме Стева Тодоровић није оставио дубок, најчешће пионирски важан, и стога неизбрисив траг. Несвакидашња личност која је у себи сједињавала врсног утемељивача и покретача, и јединственог прегаоца на пољу културе, сврстаће Стевана Тодоровића у ред најзначајнијих уметника које је ова средина имала током своје новије културне историје.
Тодоровић је насликао око 300 портрета познатих савременика, међу којима су најпознатији портрети краљице Наталије, краља Милана Обреновића, Корнелија Станковића, Ђуре Даничића, Владана Ђорђевића и других. Запажене су његове композиције из српске историје у црквама у Неготину и Смедеревској Паланци.

## Педагошки рад, спорт, позориште, музика
Поред сликарства којим се доследно бавио више од пола века, Стеван Тодоровић је оставио у српској културној средини запажене трагове и у многим пољима васпитног и просветног рада. Свестрано образован и вишеструко обдарен, ерудита у правом смислу те речи, он је подједнако ревносно службовао као професор гимназије, водио сликарску, вајарску и гимнастичку школу, руковао мачевалачком секцијом. Био је покретач изградње Српског народног позоришта, опробао се као глумац, редитељ и декоратер.
Његова наставничка каријера почиње 1865. године, када је по повратку из Италије, изабран за доцента на београдској Великој школи. Тамо је на њеном Техничком факултету предавао слободно цртање. Затим исте године бива постављен за професора гимназије, где је провео само два месеца. Уследио је његов премештај у Београдску реалку, где је радио непрекидно три деценије. На сопствени захтев пензионисан је 30. септембра 1894. године.
Шездесетих година XIX века, окупљајући синове виђенијих Београђана, 1857. године основао је сликарску и цртачку школу и позоришну трупу. Поред цртања ученици су у овој школи добијали и знања из музике, књижевности и естетике, а организовани су и часови телесног вежбања и мачевања. Школа се налазила на Косанчићевом венцу бр. 2 у кући сликара Милије Марковића Распопа. У тој згради била је касније Народна библиотека, која је изгорела у бомбардовању 1941. године.
Бавио се спортом, основао је Прво српско друштво за гимнастику и борење, Београдско гимнастичко друштво „Соко“ и Савез соколских друштава „Душан Силни“.
На ванредној скупштини Друштва Београдски соко 4. октобра 1908. године Милутин Гр. Мишковић (1864—1934), генералштабни пуковник српске краљевске војске је предложио да се уједине сва српска витешка удружења.
 
Та идеја је прихваћена и 21. фебруара 1909. године основан је „Савез српских витезова“ са председником Управног одбора Емерихом Штајнлехнером, тј.  , који је након два месеца то место препустио пуковнику Мишковићу, председнику Друштва Београдски Соко и почасном председнику Друштва „Душан Силни“.
 
Међутим, нису сва витешка друштва ушла у Савез, те зато је Мишковић слао позиве/апеле тим друштвима да дођу на конференцију у Крагујевац 25. и 26. октобра 1909. године ради уједињења.
 
Услед геополитичких дешавања (Аустроугарска анексија Босне и Херцеговине 1908. године) Савез витешких друштава „Душан Силни“ и „Савез српских соколова“ ујединили су се 8. новембра 1909. године у Савез соколских друштава „Душан Силни“.
На уједињењу ова два соколска друштва је још 1908. године радио и престолонаследник Ђорђе П. Карађорђевић (1887—1972), као заштитник витешких друштава, као и чешки адвокат (од 1904. године) др Јозеф Еуген Шајнер (1861—1932), тј. чеш. Josef Eugen Scheiner, који је био старешина Чешког соколског савеза (чеш. Česká obec sokolská: 1889—1938) и Савеза словенског соколства (чеш. Svaz slovanského sokolstva: 1908—1938), посебно српска патриотска (полувојна) организација „Народна одбрана“ (1908—1914) и друга соколска и витешка друштва „Душан Силни“ коначно су се ујединили 2. II 1910. године када је одржана прва скупштина новооснованог Савеза соколских друштава „Душан Силни“ и изабран Управни одбор са председником Стеваном Тодоровићем и потпредседником потпуковником Војиславом Живановићем (1870—1932).
 
Савез је окупио 20 друштава у своје чланство.
Наиме, сликарска школа је, нажалост, убрзо престала са радом, али је он видео велико занимање једне групе ученика за гимнастику и мачевање. С тим у вези један од првих чланова школе о Стевану Тодоровићу написао је за бечки часопис „Српска зора“ следеће: „Познавали смо га пре као певача него као сликара. Али, када смо се ми ђаци скупили око њега, мање смо наваљивали да учимо цртање, а више певање, гимнастику, борење и глумљење...“ Из овог разлога, у лето 1857. године Стеван Тодоровић основао је Прво српско друштво за гимнастику и борење.
Стеван Тодоровић био је и међу најватренијим позоришним трудбеницима у Београду крајем шесте деценије XIX век. Он је био управник аматерског позоришта у Кнежевој пивари. У том позоришту је играо и режирао. У времену од 31. октобра 1857. године до 12. октобра 1858. године, био је на различите начине укључен у чак 53 представе. Значајно је помагао у раду Народног позоришта као сценограф.
Био је дугогодишњи председник Првог београдског певачког друштва. У сарадњи са Корнелијем Станковићем, он је приредио прве вокалне концерте у Србији показавши при томе своју развијену музичку културу.
Био је члан Српске краљевске академије, Петроградске академије художерства и Академије у Катанији (Италија).
По њему је названа Улица Стеве Тодоровића (Београд).

## Галерија
- Прво српско гимнастичарско друштво, 1858-59. (Народни музеј, Београд)
- Васа Чарапић, 1860.
- Портрет жене у грађанској ношњи, Народни музеј у Нишу, 1861.
- Миша Анастасијевић, 1866.
- Жена у српском костиму, 1874.
- Нићифор Дучић, 1874.
- Кнез Михаило, Народни музеј у Нишу, 1875.
- Милош С. Милојевић, 1878.
- Портрет Јелене Грујић, 1888.
- Полекониа Толоровитсцхка, 1889.
- Сабор у Призрену пред Косовску битку, 1899.
- Портрет девојчице, 1915.
- Љубица Обреновић са сином Миланом.
- Кнез Михаило
- Портрет Ђуре Хорватовића
- Портрет Ђуре Даничића.
- „Хајдук Вељко на топу“.
- Свети Сава благосиља Српчад
- Портрет Ђорђа Малетића
- Портрет Гедеона Дунђерског
- Портрет Лазара Дунђерског
- Портрет санитетског поручника Ђорђа Ђорђевића, оца Владана Ђорђевића
- Наталија Обреновић, 1883.
- Портрет Корнелија Станковића, 1920.